# Artur Gustowski
Artur Gustowski (ur. 12 lipca 1875 w Kończycach, zm. 4 marca 1940 w Przemyślu) – kupiec, dziennikarz, właściciel drukarni i wydawca.

## Życiorys

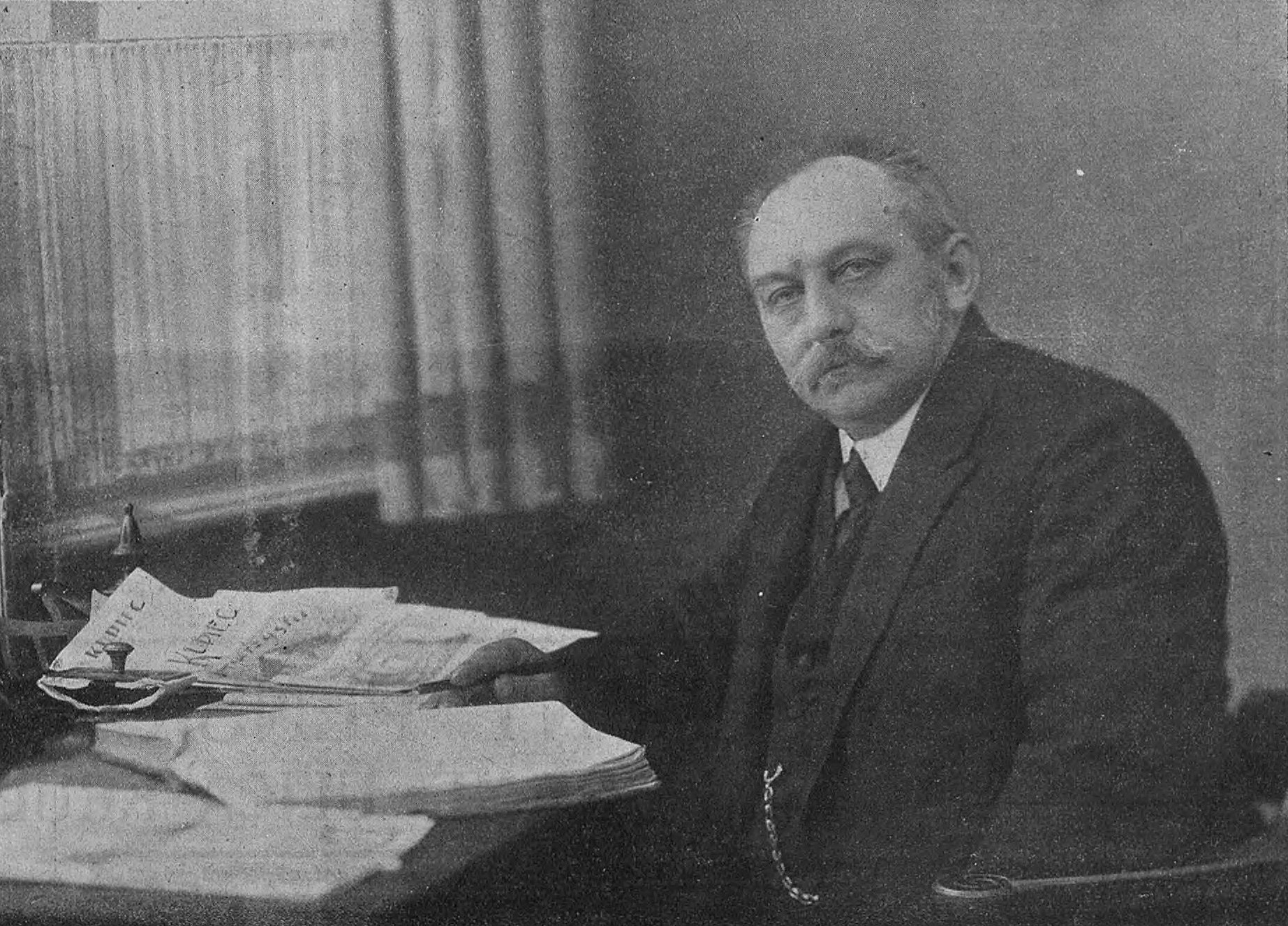
Artur Gustowski (ok. 1925)

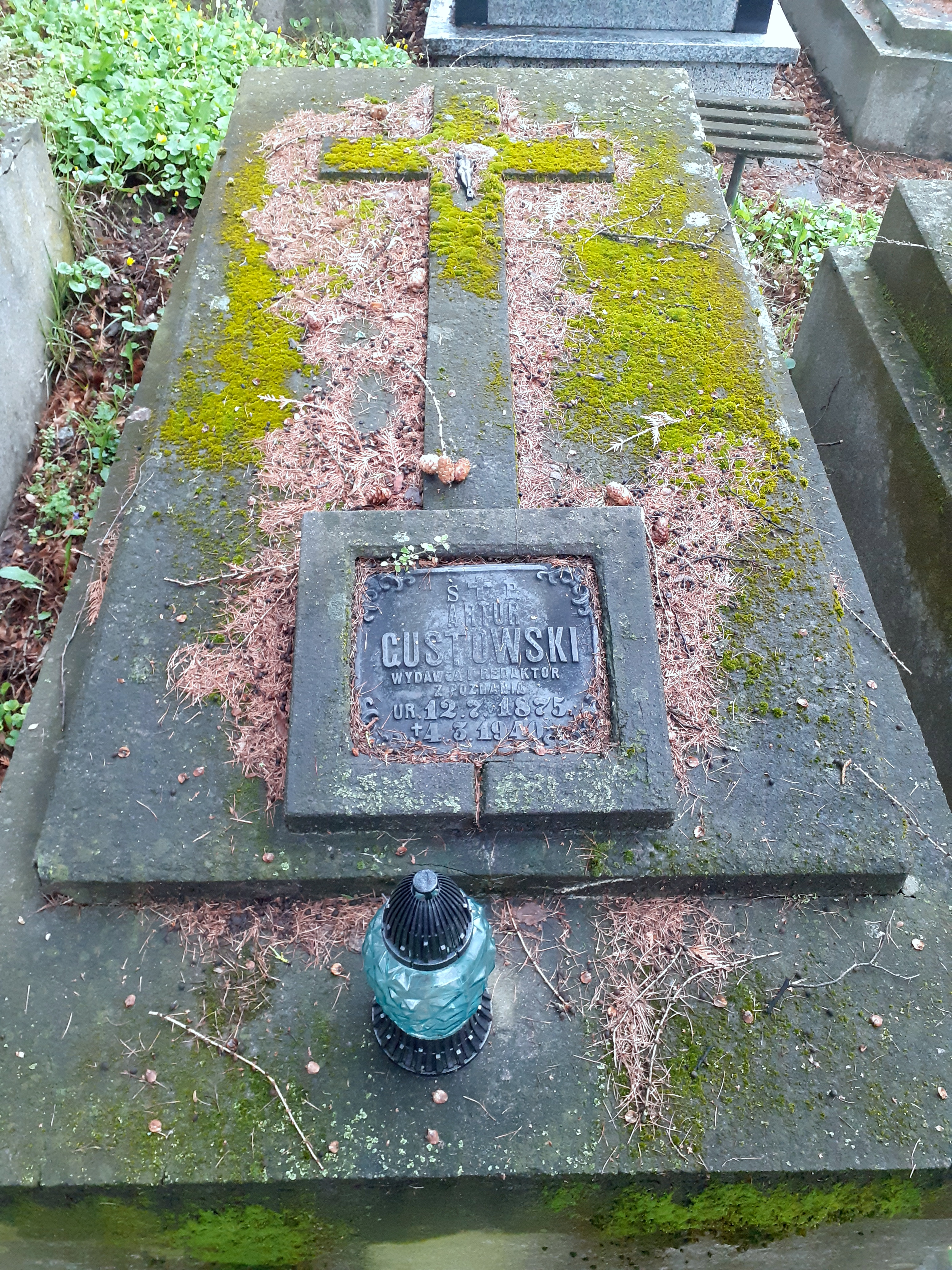
Nagrobek Artura Gustowskiego

Był synem Ludwika i Anny z Kruppe'ów. Uczęszczał do gimnazjum we Wrocławiu, ukończył prywatną szkołę handlową we Wrocławiu, po czym zamieszkał w Opalenicy, gdzie w 1897 otworzył hurtownię towarów spożywczych (kolonialnych). W 1905 założył czasopismo „Mercator”, a w 1907 towarzystwo wydawnicze „Kupiec”, które rozpoczęło wydawanie tygodnika „Kupiec”, który stać miał się organem prasowym polskiego kupiectwa. Wydawał ponadto wiele innych pism branżowych o nazwach: „Dom Gościnny” (kierowane do restauratorów i ich klientów; 1916), „Drogerzysta” (1919); „Rynek Metalowy i Maszynowy” (1921), „Przemysł Skórny” (1922), „Elektro i Radjotechnika” (1924), „Kupiec Kolonialny, Spożywczy i Delikatesowy” (1931), „Przegląd Cukierniczy” (1932), „Papier i Galanteria” (1932), „Malarz” (1934), „Złotnik i Zegarmistrz” (1934). W 1912 założył w Poznaniu Stowarzyszenie Kupców, zrzeszające drobnych kupców polskich, i do 1919 stał na jego czele. W 1916 zakupił drukarnię przy ul. Woźnej (później Wielkiej) w Poznaniu, którą następnie rozbudował. W 1921 próbował rozszerzyć swoją działalność na Gdańsk, jednak wobec szykan ze strony gdańskiego senatu nie utrzymał się na rynku. W 1933 przekazał drukarnię swoim synom Tadeuszowi i Zdzisławowi, a synowi Leszkowi wydawnictwo. Wywieziony w 1939 do Generalnego Gubernatorstwa, gdzie zmarł 4 marca 1940. Został pochowany na cmentarzu komunalnym Zasanie w Przemyślu (kwatera 01-2-4).

## Życie rodzinne
Od 30 lipca 1900 był żonaty z Heleną Surmą, z którą miał sześciu synów: Bolesława (ur. 1903), Tadeusza (ur. 1905), Floriana (ur. 1907), Zbigniewa (ur. 1909), Zdzisława (ur. 1912), Leszka (ur. 1914) oraz córkę: Wandę (ur. 1900). Po wyzwoleniu Poznania drukarnię aż do jej upaństwowienia prowadził syn Zdzisław.

## Ordery i odznaczenia
- Srebrny Krzyż Zasługi (4 stycznia 1930)[5]

## Upamiętnienie
17 czerwca 2010 przy ulicy Wielkiej 10 w Poznaniu została odsłonięta tablica upamiętniająca Artura Gustowskiego na kamienicy, w której mieściły się Jego wydawnictwo i księgarnia.